# Stenatemnus procerus
Espèce
Stenatemnus procerus est une espèce de pseudoscorpions de la famille des Atemnidae.

## Distribution
Cette espèce est endémique des Palaos.

## Publication originale
- Beier, 1957 : Pseudoscorpionida. Insects of Micronesia, vol. 3, p. 1-64 (texte intégral).